# 約翰·弗里茨獎
約翰·弗里茨獎章（英語：John Fritz Medal）從1902年開始每年由美國工程學會聯合會頒發，以表彰“傑出的科學或工業成就”。 該獎章是為慶祝約翰·弗里茨80歲生日而設立的，約翰·弗里茨出生於1822年，並於1913年去世。

## 背景
約翰·弗里茨獎章被譽為工程界的諾貝爾獎。  這著名的獎項每年頒發一次，以彰顯傑出的科學或工業成就。一般是生前頒發，但是死後追贈也有。自1902年成立以來，共有七年沒頒發獎章。
約翰·弗里茨獎章委員會由十六名代表組成，分別來自土木工程、採礦冶金工程、機械工程和電氣工程領域的四個國家協會。
最著名的獲獎者包括亞歷山大·格拉漢姆·貝爾，喬治·威斯汀豪斯，托馬斯·愛迪生，萊特兄弟，查尔斯·F·凯特林，克勞德·香農和高登·摩爾。

## 獲獎者
- 2024 艾倫·博維克（英语：Alan Bovik）
- 2023 阿薩德·M·馬德尼（英语：Asad M. Madni）
- 2022 未頒獎
- 2021 伊隆·馬斯克
- 2020 未頒獎
- 2019 未頒獎
- 2018 安妮·S·克瑞米傑恩（英语：Anne S. Kiremidjian）[7][8]
- 2017 法蘭克·克里茲（英语：Frank Kreith）[8]
- 2016 樊尚·波爾（英语：Vincent Poor）[8]
- 2015 喬恩·D·馬格努松（英语：Jon D. Magnusson）[8]
- 2014 茱莉亞·R·維特曼（英语：Julia Weertman）[8]
- 2013 古格里·N·斯蒂芬諾伯羅斯（英语：Gregory Stephanopoulos）[8]
- 2012 萊斯里·E·羅伯遜（英语：Leslie E. Robertson）[8]
- 2011 安德魯·維特比[8]
- 2010 杰拉爾德·J·波蕯可尼（英语：Gerald J. Posakony）[8]
- 2009 伊馮內·布瑞爾（英语：Yvonne Claeys Brill）[8]
- 2008 克莉絲蒂娜·M·約翰遜（英语：Kristina M. Johnson）[8]
- 2007 加夫里爾·蕯文迪（英语：Gavriel Salvendy）[8]
- 2006 未頒獎[8]
- 2005 喬治·塔瑪羅（英语：George Tamaro）[8]
- 2004 約翰·奧古斯特·斯萬森（英语：John A. Swanson）[8]
- 2003 羅伯特·蘭格[8]
- 2002 丹尼爾·戈爾丁[8]
- 2001 朱經武[8]
- 2000 約翰·W·費雪（英语：John W. Fisher）[8]
- 1999 喬治·哈利·海爾邁耶[8]
- 1998 伊萬·A·蓋亭（英语：Ivan A. Getting）[8]
- 1997 阿圖·E·韓佛瑞（英语：Arthur E. Humphrey）[8]
- 1996 乔治·N·哈特索波洛斯（英语：George N. Hatsopoulos）[8]
- 1995 琳恩·彼德[8]
- 1994 霍伊特·C·霍特爾（英语：Hoyt C. Hottel）[8]
- 1993 高登·摩爾[8]
- 1992 賽爾吉·葛瑞奇（英语：Serge Gratch）[8]
- 1991 杭特·魯斯（英语：Hunter Rouse）[8]
- 1990 戈登·A·凱恩（英语：Gordon A. Cain）[8]
- 1989 羅伯特·諾伊斯[8]
- 1988 雷夫·布拉澤頓·佩克（英语：Ralph B. Peck）[8]
- 1987 雷夫·蘭多（英语：Ralph Landau）[8]
- 1986 西門·拉莫（英语：Simon Ramo）[8]
- 1985 丹尼爾·C·杜拉克（英语：Daniel C. Drucker）[8]
- 1984 肯尼斯·A·羅（英语：Kenneth A. Roe）[8]
- 1983 克勞德·夏農[8]
- 1982 大衛·普克德[8]
- 1981 伊恩·麥格雷戈（英语：Ian MacGregor）[8]
- 1980 小T·路易斯·奧斯汀（英语：T. Louis Austin, Jr.）[8]
- 1979 內森·M·紐馬克（英语：Nathan M. Newmark）[8]
- 1978 羅伯特·R·海茨（英语：Robert G. Heitz）[8]
- 1977 喬治·R·布朗（英语：George R. Brown）[8]
- 1976 湯瑪斯·O·佩因（英语：Thomas O. Paine）[8]
- 1975 曼森·貝內迪克特（英语：Manson Benedict）[8]
- 1974 H·I·隆那斯（英语：H. I. Romnes）[8]
- 1973 瑞伊·萊曼·威布爾（英语：Lyman Wilber）[8]
- 1972 威廉·韋伯斯特[8]
- 1971 帕特里克·E·哈格提（英语：Patrick E. Haggerty）[8]
- 1970 格倫·B·華倫（英语：Glenn B. Warren）[8]
- 1969 邁克爾·勞倫斯·海德爾（英语：Michael Lawrence Haider）[8]
- 1968 伊戈爾·伊萬諾維奇·西科爾斯基[8]
- 1967 沃克·李·西斯勒（英语：Walker L. Cisler）[8]
- 1966 沃倫·肯德爾·路易斯[8]
- 1965 弗雷德里克·卡佩爾（英语：Frederick Kappel）[8]
- 1964 盧修斯·克萊[8]
- 1963 休伊·拉蒂默·德萊頓（英语：Hugh L. Dryden）[8]
- 1962 克勞佛·格雷華爾特（英语：Crawford H. Greenewalt）[8]
- 1961 史蒂芬·比奇特爾（英语：Stephen D. Bechtel）[8]
- 1960 奎里姆·普莱斯（英语：Gwilyn A. Price）[8]
- 1959 梅文·J·凯利[8]
- 1958 約翰·R·蘇曼（英语：John R. Suman）[8]
- 1957 班·莫雷爾（英语：Ben Moreell）[8]
- 1956 菲利普·斯波恩（英语：Philip Sporn）[8]
- 1955 哈里·阿隆佐·溫納（英语：Harry Alonzo Winne）[8]
- 1954 威廉·埃布里·伍拉瑟（英语：William Embry Wrather）[8]
- 1953 本傑明·富蘭克林·費爾利斯（英语：Benjamin F. Fairless）[8]
- 1952 艾文·G·貝利（英语：Ervin George Bailey）[8]
- 1951 萬尼瓦爾·布希[8]
- 1950 沃爾特·H·奧爾德里奇（英语：Walter . Aldridge）[8]
- 1949 查爾斯·麥特卡爾夫·阿倫（英语：Charles Metcalf Allen）[8]
- 1948 西奧多·馮·卡門[8]
- 1947 劉易斯·華靈頓·查布（英语：Lewis Warrington Chubb）[8]
- 1946 扎伊·謝弗里斯（英语：Zay Jeffries）[8]
- 1945 約翰·L·薩凡奇（John L. Savage）[8]
- 1944 查尔斯·F·凯特林[8]
- 1943 威利斯·R·惠特尼（英语：Willis Rodney Whitney）[8]
- 1942 埃芙萊特·李·德戈爾（英语：Everette Lee DeGolyer）[8]
- 1941 雷夫·巴德（英语：Ralph Budd）[8]
- 1940 克拉倫斯·弗洛伊德·赫希菲爾德（英语：Clarence Floyd Hirshfeld）(死後頒發)[8]
- 1939 弗兰克·鲍德温·朱伊特[8]
- 1938 保羅·戴爾·瑪麗卡（英语：Paul Dyer Merica）[8]
- 1937 阿圖·紐維爾·塔爾博特（英语：Arthur Newell Talbot）[8]
- 1936 威廉·F·杜蘭（英语：William Frederick Durand）[8]
- 1935 法蘭克·J·史伯格 (死後頒發)[8]
- 1934 約翰·李普利·弗里曼（英语：John Ripley Freeman） (死後頒發 )[8]
- 1933 丹尼爾·C·積克林（英语：Daniel Cowan Jackling）[8]
- 1932 米海洛·卜平[8]
- 1931 大衛·W·泰勒（英语：David Watson Taylor）[8]
- 1930 拉爾夫·莫傑斯基（英语：Ralph Modjeski）[8]
- 1929 赫伯特·胡佛 [8]
- 1928 約翰·約瑟夫·卡蒂 [8]
- 1927 埃爾默·安布洛斯·施佩里（英语：Elmer Ambrose Sperry）[8][9]
- 1926 愛德華·迪恩·亞當斯（英语：Edward Dean Adams）[8]
- 1925 約翰·法蘭克·史蒂文斯（英语：John Frank Stevens）[8]
- 1924 安布洛斯·斯瓦斯（英语：Ambrose Swasey）[8]
- 1923 古列爾莫·馬可尼 [8]
- 1922 歐仁·施奈德二世（英语：Charles P. E. Schneider）[8]
- 1921 羅伯特·哈德菲爾[8]
- 1920 奧維爾·萊特[8]
- 1919 喬治·華盛頓·戈德爾斯（英语：George W. Goethals）[8]
- 1918 J·瓦勒度·史密斯（英语：J. Waldo Smith）[8]
- 1917 亨利·瑪麗恩·浩威（英语：Henry Marion Howe）[8]
- 1916 伊萊休·湯姆森（英语：Elihu Thomson）[8]
- 1915 詹姆士·道格拉斯（英语：James Douglas (businessman)）[8]
- 1914 約翰·艾迪臣·斯維特（英语：John Edson Sweet）[8]
- 1913 未頒獎[8]
- 1912 羅伯特·W·洪特（英语：Robert Woolston Hunt）[8]
- 1911 威廉·亨利·懷特（英语：William Henry White）[8]
- 1910 阿佛烈·諾貝爾（工程師)（英语：Alfred Noble (engineer)）[8]
- 1909 查爾斯·塔爾博特·波特（英语：Charles Talbot Porter）[8]
- 1908 湯瑪斯·愛迪生[8]
- 1907 亞歷山大·格拉漢姆·貝爾[8]
- 1906 喬治·威斯汀豪斯[8]
- 1905 第一代开尔文男爵威廉·汤姆森[8]
- 1904 未頒獎[8]
- 1903 未頒獎[8]
- 1902 約翰·弗里茨[8]